# Mặt trận kháng chiến quốc gia Afghanistan

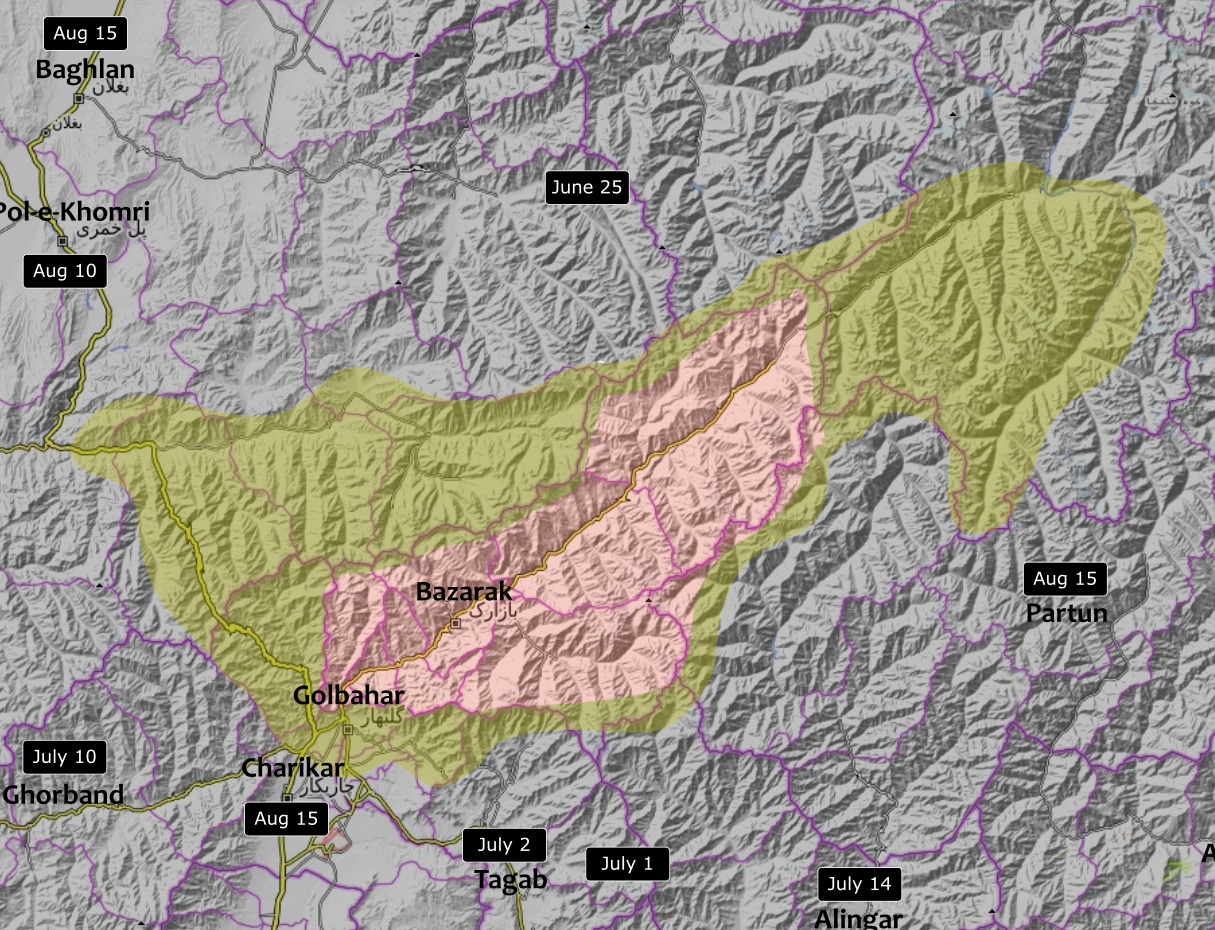
Bản đồ thể hiện quyền kiểm soát lãnh thổ ở Afghanistan, với vùng đất do quân kháng chiến kiểm soát có màu hồng vào ngày 17 tháng 8.
(Xem bản đồ chi tiết hơn về tình hình quân sự hiện tại ở Afghanistan.)

Mặt trận kháng chiến quốc gia Afghanistan (NRF), còn được gọi là Kháng quân Panjshir , và Kháng chiến thứ hai,,  là một liên minh quân sự của các cựu thành viên Liên minh phương Bắc và các chiến binh chống Taliban, những người tự gọi mình là Cộng hòa Hồi giáo Afghanistan, được thành lập sau cuộc tấn công của Taliban năm 2021, dưới sự lãnh đạo của chính trị gia và nhà lãnh đạo quân sự Afghanistan Ahmad Massoud và phó tổng thống thứ nhất (nhiệm kỳ tháng 2 2020 - tháng 8 2021)  của Afghanistan Amrullah Saleh, sinh ra ở Panjshir.
Nhóm này thực thi quyền kiểm soát trên thực tế đối với Thung lũng Panjshir, nơi phần lớn tiếp giáp với tỉnh Panjshir và tính đến tháng 8 năm 2021, là "khu vực duy nhất nằm ngoài tay Taliban". Liên minh này tạo thành cuộc kháng chiến có tổ chức duy nhất chống lại Taliban trong nước và có thể đang lên kế hoạch cho một cuộc đấu tranh du kích chống Taliban.  Cuộc kháng chiến đã kêu gọi thành lập một "chính phủ toàn diện" của Afghanistan; một trong những mục tiêu của họ được suy đoán là sẽ trở thành một phần trong chính phủ Afghanistan mới.
Vào ngày 17 tháng 8 năm 2021, Saleh - trích dẫn các điều khoản của Hiến pháp Afghanistan - tự tuyên bố rằng mình là Tổng thống Afghanistan từ căn cứ hoạt động ở Thung lũng Panjshir, và nói rằng ông sẽ tiếp tục các hoạt động quân sự chống lại Taliban từ đó. Tuyên bố của ông đối với vị trí tổng thống đã được Massoud và cựu Bộ trưởng Bộ Quốc phòng Afghanistan Bismillah Mohammadi cùng với đại sứ quán Afghanistan tại Tajikistan và đại sứ Mohammad Zahir Aghbar tán thành.

## Bối cảnh

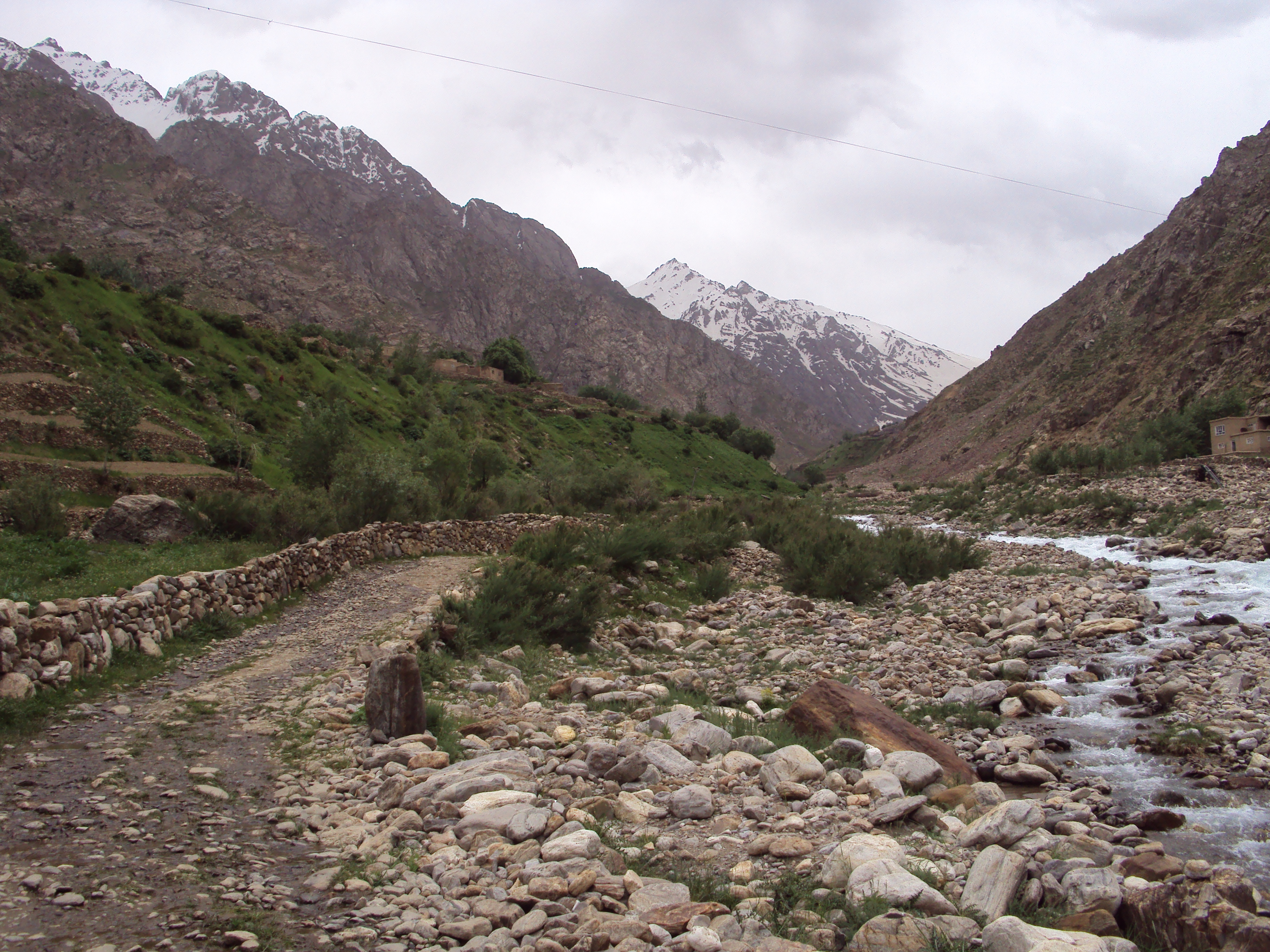
Bên trong thung lũng Panjshir

Là một khu vực miền núi, Panjshir là một căn cứ hoạt động đáng gờm của Liên minh phương Bắc ban đầu và cho các chiến binh chống Liên Xô. Đây là nơi sinh của Ahmad Shah Massoud,  và con trai của ông, Ahmad Massoud, được nhiều người coi là người kế vị ông.
Vào tháng 7 năm 2021, những người còn sót lại của Liên minh phương Bắc bắt đầu tái hoạt động dưới danh nghĩa có tên là Kháng chiến II.  Ahmad Massoud đã viết trong một bài đăng trên tờ Washington Post vào ngày 18 tháng 8 năm 2021, kêu gọi phần còn lại của thế giới giúp đỡ họ, vì ông thừa nhận rằng đạn dược và vật tư sẽ cạn kiệt trừ khi Panjshir được cung cấp. Kể từ ngày 17 tháng 8, Thung lũng Panjshir - theo một nhà quan sát - "đang bị bao vây từ mọi phía" nhưng không bị tấn công trực tiếp.  Massoud đã tuyên bố mong muốn đàm phán với Taliban.
Theo các cựu binh sĩ Mỹ và Anh ẩn danh, một số người trong số họ trước đây là nhà thầu tại Afghanistan, nhiều người Afghanistan sống / làm việc ở nước ngoài đã làm việc cùng nhau để quyên góp tiền nhằm hỗ trợ các chiến binh ở Panjshir.
Ali Maisam Nazary, phát ngôn viên của phe kháng chiến, nói rằng Taliban đang giãn ra quá mức sau khi họ giành quyền kiểm soát Kabul.
Quân kháng chiến lúc đầu chỉ có các loại vũ khí từ những năm 2000. Sau này, khi các lính đặc nhiệm, quân tinh nhuệ và phi công đổ vềPanjshir và Tajikistan. NRF đã sở hữu một không quân riêng, một đội lính đặc nhiệm riêng và một đội tinh nhuệ riêng.

## Lịch sử

### Tập hợp lại ở Panjshir
Sau sự sụp đổ của Kabul, các lực lượng chống Taliban, bao gồm cả cựu Phó Tổng thống Saleh, đã di chuyển vào Thung lũng Panjshir, khu vực duy nhất của Afghanistan không do Taliban kiểm soát, nhằm tạo ra một mặt trận kháng chiến mới.
Vào ngày 17 tháng 8 năm 2021, các cựu binh sĩ sắc tộc Tajik của Quân đội Afghanistan bắt đầu đến thung lũng Panjshir, với xe tăng và xe chở lính hỗ trợ cuộc kháng chiến.  Họ tập hợp lại ở quận Andarab, Baghlan sau khi thoát khỏi Kunduz, Badakhshan, Takhar, và Baghlan trước khi di chuyển đến nơi an toàn ở Panjshir.
Theo các tường thuật chưa được xác nhận, Saleh đã chỉ huy chiếm lại được Charikar, thủ phủ của tỉnh Parwan, vốn do Taliban nắm giữ từ ngày 15 tháng 8, và giao tranh đã bắt đầu ở Panjshir. Cùng lúc đó, các báo cáo chưa được xác nhận cho biết tàn dư của Quân đội Quốc gia Afghanistan (ANA) đã bắt đầu tập trung đông đảo ở Thung lũng Panjshir theo sự thúc giục của Massoud, cùng với Bộ trưởng Quốc phòng Bismillah Mohammadi và các chỉ huy tỉnh. Thường dân địa phương cũng hưởng ứng những lời kêu gọi được huy động của ông.
Lực lượng kháng chiến Panjshir cũng tuyên bố có sự hỗ trợ của Abdul Rashid Dostum và Atta Muhammad Nur vào ngày 18 tháng 8 năm 2021, trong khi có tường thuật, các thành viên của nhóm Dostum, mà đã rút sang Uzbekistan, nói rằng 10.000 binh sĩ của họ có thể tham gia lực lượng với kháng chiến Panjshir, tạo thành một lực lượng tổng hợp từ 15.000 người trở lên. Cùng ngày, các nhân viên Đại sứ quán Afghanistan tại Tajikistan đã thay thế ảnh của Ghani trong tòa nhà đại sứ quán bằng ảnh của Saleh.

### Tỉnh Baghlan
Vào ngày 20 tháng 8, một lực lượng chống Taliban đã được tổ chức tại tỉnh Baghlan, do Abdul Hamid Dadgar đứng đầu.  Nhóm này đã đánh chiếm các huyện Andarab, Pul-e-Hesar và De Salah của tỉnh Baghlan, giết chết hoặc làm bị thương 60 chiến binh Taliban. Vào giữa buổi chiều, các tường thuật chưa được xác nhận từ Panjshir nói rằng Pul-e-Hesar đã bị Taliban lấy lại, và cuộc giao tranh vẫn đang diễn ra ở De Salah và Banu, với phương tiện truyền thông Iran đưa tin ngay sau đó Andarab đầu tiên và sau đó De Salah rơi vào tay quân kháng chiến.
Theo Sediqullah Shuja, một cựu thành viên của Lực lượng An ninh Quốc gia Afghanistan, lý do cho việc đánh đuổi Taliban khỏi các thị trấn ở thung lũng Andarab là việc Taliban lục soát các nhà riêng, được coi là vi phạm thỏa thuận mà Taliban nhờ đó được phép kiểm soát quân sự tại các thị trấn. Shuja tuyên bố rằng Taliban đã vào nhà "và quấy rối mọi người. Trong các ngôi làng của chúng tôi, người dân rất theo truyền thống và đạo Hồi giáo. Không có lý do gì để Taliban đến và dạy chúng tôi về đạo Hồi ". Cựu chỉ huy nhà tù Baghlan, Abdul Rahman, tuyên bố rằng "Tất cả người dân trong thung lũng đã vùng lên chống lại Taliban. Chúng tôi không sợ các chiến binh Taliban ".

## Giao tranh giữa NRF và Taliban
Theo một đoạn video do Global Defense Corp công bố, giao tranh ác liệt đã nổ ra giữa nhóm kháng chiến chống Taliban và Taliban ở Thung lũng Panjshir. Hơn 200 chiến binh Taliban đã bị đánh đuổi khỏi Thung lũng Panjshir và một số bị nhóm kháng chiến chống Taliban bắt giữ. Mặt trận Kháng chiến Quốc gia (NRF) cũng đã chiếm được các huyện Pol-e-Hesar, Deh Salah và Banu.

## Phân tích
Theo tờ The Economist, lý do của cuộc kháng chiến "có vẻ không có triển vọng". Tờ Independent đề cập đến lo ngại rằng các máy bay chiến đấu ở Panjshir có khả năng bị lép vế khi các tay súng Taliban đã chiếm được hoặc có được vũ khí và thiết bị quân sự do phương Tây sản xuất cùng với đại pháo và máy bay trong cuộc tấn công.
Một nhà báo Afghanistan giấu tên nói rằng nhóm này cần bắt đầu lên kế hoạch cho một cuộc kháng cự kéo dài chống lại Taliban nếu họ muốn giữ được Panjshir. Nhà phân tích Bill Roggio cũng cho rằng "triển vọng của lực lượng kháng chiến Panjshir là ảm đạm", mặc dù cơ sở của họ có thể bảo vệ tốt và Saleh có thể dựa vào một mạng lưới rộng lớn những người ủng hộ tiềm năng trên toàn quốc.
Chuyên gia Afghanistan Gilles Dorronsoro từ Đại học Sorbonne nói rằng lực lượng Taliban có thể thực hiện cuộc phong tỏa Panjshir, vì nó không phải là một mối đe dọa lớn. Cũng có một mối lo ngại với việc Saleh và Massoud đến từ các nền tảng chính trị khác nhau, và người sau  không có mức độ thu hút như cha mình, mặc dù cả hai đều chống đối Taliban. Kim Sengupta nói rằng sự ủng hộ cho cuộc kháng chiến sẽ phụ thuộc vào việc Taliban không được lòng dân như thế nào và mọi người sẽ sẵn sàng đứng lên chống lại họ đến đâu bất chấp việc Taliban khăng khăng rằng họ sẽ không cho phép các chiến binh của họ bức hại những người đã từng làm việc với chính phủ trước đó hoặc với các lực lượng do NATO dẫn đầu.
David Loyn cho rằng cuộc kháng chiến có cơ hội tốt hơn để giành được nhiều sự ủng hộ hơn từ những người Afghanistan thuộc các nhóm dân tộc khác chống lại Taliban nếu Saleh được coi là người đứng đầu một liên minh rộng lớn hơn là chỉ đại diện cho Tajiks. Loyn cho rằng phần còn lại của thế giới có thể có lý do để không công nhận Taliban nếu các chiến binh tiếp tục đối đầu với Taliban và tái chiếm lãnh thổ.
Tờ Foreign Policy nói rằng có nhiều thế hệ người Afghanistan trước đây chưa từng trải qua cuộc sống dưới sự cai trị của Taliban và có khả năng sẽ kháng cự. Foreign Policy cho rằng nếu Taliban tiếp tục nhắm mục tiêu vào những người có liên hệ với chính phủ cũ, thì sự ủng hộ cho sự phản kháng sẽ tăng lên, nhưng sự ủng hộ đó sẽ giảm xuống nếu một chính phủ tương lai bao gồm Hamid Karzai và Abdullah Abdullah. Một sĩ quan tình báo giấu tên nói rằng nếu các trưởng lão và lãnh chúa của bộ lạc tin rằng quân kháng chiến có thể lật đổ Taliban, thì họ có thể sẽ tham gia kháng chiến và chống lại Taliban.
Kaweh Kerami cảnh báo rằng nếu Taliban có thể đánh bại các chiến binh Panjshir, họ sẽ có thể thu hồi những lợi ích mà cộng đồng quốc tế đã đạt được trong việc phát triển Afghanistan và kiểm tra các hoạt động của nó. Tuy nhiên, ông cũng nói rằng sẽ có sự phản kháng nếu các ý tưởng của Taliban về một chính phủ bao trùm sẽ bao gồm một vài chính trị gia "yếu kém" từ các chính quyền trước đây.

## Phản ứng
Đại sứ Nga tại Afghanistan Dmitry Zhirnov cho rằng cuộc kháng chiến "có số phận hẩm hiu" và sẽ thất bại. Zhirnov nói thêm rằng tuyên bố của Saleh là tổng thống kế nhiệm là vi hiến và nói thêm rằng họ "không có triển vọng quân sự". Zhirnov cũng tuyên bố kế hoạch của ông về các cuộc đàm phán hòa giải giữa phe Kháng chiến và Taliban.
Cựu Tham mưu trưởng Lục quân Ấn Độ Shankar Roychowdhury nói rằng Chính phủ Ấn Độ phải tiếp cận với các lực lượng kháng chiến Panjshir cùng với các phe Taliban có thể thân thiện với Ấn Độ.
Bilal Y. Saab, cựu cố vấn cấp cao của Lầu Năm Góc, và Mick Mulroy, cựu Phó Trợ lý Bộ trưởng Quốc phòng Trung Đông, cựu quân nhân Thủy quân lục chiến và cựu điều hành Trung tâm Hoạt động Đặc biệt của CIA, cho rằng Washington DC nên hỗ trợ Afghanistan bằng cách cho phép CIA bố trí các sĩ quan của mình với trách nhiệm chống khủng bố để bí mật hỗ trợ các nhóm kháng chiến chống Taliban.